# Ficus cavernicola
Ficus cavernicola är en mullbärsväxtart som beskrevs av C. C. Berg. Ficus cavernicola ingår i släktet fikonsläktet, och familjen mullbärsväxter. Inga underarter finns listade i Catalogue of Life.